# Cheppy
 Cheppy  es una población y comuna francesa, en la región de Lorena, departamento de Mosa, en el distrito de Verdún y cantón de Varennes-en-Argonne.

## Demografía
| 180 | 179 | 157 | 152 | 141 | 131 |
| Para los censos de 1962 a 1999 la población legal corresponde a la población sin duplicidades (Fuente: INSEE [Consultar]) |     |     |     |     |     |